# Tajudeen Agunbiade
Tajudeen Agunbiade es un deportista nigeriano que compite en tenis de mesa adaptado. Ganó tres medallas en los Juegos Paralímpicos de Verano, en los años 2000 y 2020.

## Palmarés internacional
| Juegos Paralímpicos | Juegos Paralímpicos | Juegos Paralímpicos | Juegos Paralímpicos |
| Año                 | Lugar               | Medalla             | Prueba              |
| ------------------- | ------------------- | ------------------- | ------------------- |
| 2000                | Sídney (Australia)  | Medalla de oro      | Individual 9        |
| 2000                | Sídney (Australia)  | Medalla de oro      | Equipo 9            |
| 2020                | Tokio (Japón)       | Medalla de bronce   | Equipo 9-10         |